# Bastione di San Francesco
Il bastione di San Francesco, detto anche bastione dell'Acquaro o bastione di Sant'Antonio, è un baluardo situato lungo le mura magistrali di Verona, sulla destra d'Adige, progettato dall'architetto rinascimentale Michele Sanmicheli.

## Storia e descrizione
In un primo momento era presente la cinta muraria scaligera, commissionata da Cangrande della Scala e realizzata tra 1321 e 1325 su progetto del maestro Calzaro. Il bastione venne poi edificato su progetto del noto architetto rinascimentale Michele Sanmicheli nel 1552, nell'ambito del rafforzamento da parte della Repubblica di Venezia delle fortificazioni di Verona, che aveva l'obiettivo di renderle più adatte all'introduzione della polvere da sparo. Le fortificazioni precedenti non furono completamente demolite ma integrate nel progetto: vi fu infatti il riporto di terrapieni all'interno delle mura scaligere e la cimatura dell'antica torre di Sant'Antonio, che fu incorporata nel bastione. Il Sanmicheli disegnò uno dei primi esempi di mezzo bastione, ovvero un'opera formata da una sola faccia e da un solo fianco, adatta ad essere collocata lungo la riva di un fiume; si tratta, tra l'altro, di uno dei due bastioni sanmicheliani situati lungo la cinta meridionale sopravvissuti alle demolizioni napoleoniche. Infine, nel 1842, vi fu il rafforzamento del bastione e l'adattamento alle nuove esigenze difensive.
Come anticipato, si tratta di un mezzo bastione in muratura e terra, a tracciato trapezoidale, munito di piazza bassa disposta nel fianco destro, utilizzata per le artiglierie a cielo aperto, alla quale si accede attraverso una poterna dotata di polveriera. La piazza è difesa da un merlone arrotondato agli spigoli. Il muro di rivestimento è ricoperto da un paramento in laterizio e il suo profilo è a scarpa, ossia in pendenza, sino all'altezza della cordonatura di pietra, mentre il coronamento superiore, sempre in laterizio, è verticale e sostiene un parapetto di terra con scarpata a pendenza naturale. Il muro di rivestimento è attraversato da una galleria di contromina, provvista di spiragli per la luce e per l'aria.